# Бане Мојићевић
Бранислав Мојићевић (Краљево, 20. август 1986) je српски фолк певач. 

## Биографија
Као ученик треће године Гимназије у Чачку отишао је на аудицију Звезде Гранда, где је убрзо препознат као нова звезда. Као победник на такмичењу снимио је свој први албум за Гранд Продукцију 2005. године. Други албум објавио је 2008. године.
Учествовао је на прва четири Гранд фестивала, као и на полуфиналној вечери Беовизије 2007, где је са Тањом Савић изводио песму Симпатија (12. место; 8. место у гласању публике).
Победник је друге сезоне емисије Твоје лице звучи познато. Тренутно је један од чланова жирија у дечјој емисији Неки нови клинци заједно са Милицом Тодоровић, Радом Манојловић и Миланом Топаловићем Топалком.
Оженио се Милицом Мићовић 30. августа 2013. године.
Током 2020. је поново учествовао на Беовизији након 13 година. Овај пут је певао песму Цвет са Проклетија. Наступио је у другом полуфиналу из којег се пласирао у финале као шестопласирани. У финалу које је одржано 1. марта је био осми од 12 песама са 8 освојених бодова.

## Дискографија
- Стара љубав (2005)
- Злато моје (2008)

### Видеографија
| Спот                        | Година | Режисер          |
| --------------------------- | ------ | ---------------- |
| Падни у мој загрљај         | 2009   | Горан Шљивић     |
| Усне неверне                | 2012   | Горан Шљивић     |
| Још је не заборављам        | 2013   | Горан Шљивић     |
| Свака друга на тебе подсети | 2014   | Горан Шљивић     |
| Халуцинирам                 | 2015   | Никола Матијевић |
| Љуби, љуби                  | 2015   | Никола Матијевић |
| Варам                       | 2015   | Никола Матијевић |
| Дођи                        | 2016   | Никола Матијевић |
| Лоша навика                 | 2016   | Никола Матијевић |
| Грме трубе                  | 2017   |                  |
| Жена без морала             | 2017   | Немања Новаковић |
| Добро би ми дошла           | 2017   | Немања Новаковић |
| Не иде вино без хармонике   | 2017   | Visual Fever     |
| Још си ту                   | 2017   | Немања Новаковић |
| Баш ме кренуло              | 2018   | VIDEAL MEDIA     |
| Ако нема друге              | 2020   | VIDEAL MEDIA     |

## Синглови
- 2004. Остави ме, неће болети
- 2007. Први руж
- 2009. Падни у мој загрљај
- 2011. Додир љубави
- 2013. Још је не заборављам
- 2013. Халуцинирам
- 2014. Свака друга на тебе подсети
- 2015. Љуби, љуби
- 2015. Варам
- 2016. Дођи
- 2016. Лоша навика
- 2017. Грме трубе
- 2017. Жена без морала
- 2017. Не иде вино без хармонике
- 2017. Добро би ми дошла
- 2017. Још си ту
- 2020. Ако нема друге
- 2023.  Ја ти зором долазим

Дуети и сарадње
- 2004. Тамо далеко - са Тања Савић, Славица Ћуктераш, Немања Николић (певач) и Стеван Анђелковић
- 2005. Влајна - са Дарко Филиповић, Стеван Анђелковић (по песми Предрага Живковића Тозовца)
- 2006. Воли ме - са Славица Ћуктераш
- 2007. Симпатија - са Тања Савић
- 2011. Моја судбина - са Душан Свилар, Стеван Анђелковић, Саша Капор и Небојша Војводић

## Фестивали
- 2006. Гранд фестивал - Дођи, дођи
- 2007. Беовизија - Симпатија (дует са Тањом Савић)
- 2008. Гранд фестивал - Бело платно
- 2010. Гранд фестивал - Моја драга
- 2012. Гранд фестивал - Усне неверне
- 2019. Сабор народне музике Србије, Београд - Мајко судбино, седмо место
- 2020. Беовизија - Цвет са Проклетија, осмо место